# Поль Бонапарт
Поль Мари Бонапарт (фр. Paul Marie Bonaparte; 19 февраля 1809, Канино — 6 сентября 1827, Нафплион) — принц, племянник Наполеона, филэллин и участник Освободительной войны Греции.

## Биография
Поль Мари Буонапарте был третьим ребёнком Люсьена Бонапарта и его жены Александрины де Блешам (1778—1855). Учился в университете города Болонья.
В марте 1827 году в 18-летнем возрасте он уехал из города в тайне от своих родителей и через Анкону под чужим именем, на корабле, отправился в Грецию, чтобы принять участие в длившейся уже 6 лет войне за независимость эллинов.
Прибыв вначале на Ионические острова, Поль Бонапарте в дальнейшем был принят английским адмиралом Кокрейном, которому в этот период было доверено командование греческим флотом.
Поль остался служить на флагманском фрегате Эллада.
После ряда неудачных действий, Кокрейн с фрегатом Эллада, парусно-паровой паровой Картериа, под командованием Гастингса и ещё 20 греческих кораблей встали в проливе у острова Спеце.
25 августа/6 сентября 1827 года, находившийся на фрегате «Эллада» Поль Бонапарт смертельно ранил себя, неосторожно чистя собственный пистолет.
Уже после окончания Освободительной войны Греции, в 1832 году, забальзамированное тело Поля Бонапарта похоронили в мавзолее на острове Сфактерия, рядом с французскими моряками, павшими в Наваринском сражении.